# Голуб'ятников Павло Костянтинович
Павло Костянтинович Голуб'я́тников (рос. Павел Константинович Голубятников; нар. 29 жовтня 1892, Санкт-Петербург — пом. 29 січня 1942, Ленінград) — російський і український радянський, художник–авангардист, педагог, член Асоціації революційного мистецтва України, Об'єднання сучасних митців України та Ленінградського відділення Спілки художників СРСР з 1932 року.

## Біографія
Народився 17 [29] жовтня 1892 року у місті Санкт-Петербурзі (тепер Росія). Впродовж 1913—1916 років навчався в Художній школі Товариства заохочення мистецтв у Миколи Реріха, потім у 1916—1918 роках на фізико-математичному факультеті Петроградського університету та у 1918—1924 роках в Петроградських державних вільних художніх майстернях у Кузьми Петрова-Водкіна. Дипломна робота — картина «Гроза».
У 1921—1923 роках викладав у Петроградському художньому технікумі; у 1925–1930 роках — у Київському художньому інституті; у 1930–1932 роках — у Харківському художньому інституті; у 1932–1936 роках в Інституті живопису, скульптури та архектури та у 1936–1941 роках у художніх студіях у Ленінграді. Помер 29 січня 1942 року від дистрофії в блокадному Ленінграді. Похований в Санкт-Петербурзі на Смоленському цвинтарі.

## Творчість
Картини художника тяжіють до примітивізму. Серед робіт:
- «Натюрморт з цукром» (1918—1920, дерево, левкас, сухозлітне золото, темпера);
- «Перехожі» (1919; Нижньотагільський музей образотворчих мистецтв);
- «Натюрморт з бутилкою» (1921, полотно, олія);
- «Громовиця» (1921—1926);
- «Автопортрет» (1922, папір, вугілля);
- «Місто» (1922);
- «Ранок» (1926);
- «Дахи» (1926, полотно, олія);
- «Рибалки» (1926—1927);
- «Натюрморт. Бузок» (1926—1927);
- «Літак над селом» (1927, полотно, олія);
- «Киянка» (1927, папір, олія);
- «Голова жінки» (1928, полотно, олія);
- «Діти в саду» (1928, полотно, олія);
- «Рибалки» (1929);
- «Автопортрет з місяцем» (1931, полотно, олія);
- «В'їзд колони тракторів до колгоспу» (1932; Національний художній музей України);
- «Натюрморт із грушами» (1934);
- «Ніч» (1934);
- «Дружина» (1936);
- «Сонячний день» (1940);
- «Архангел Салафіїл, що молиться за людей» (1940, полотно, олія; Нижньотагільський музей образотворчих мистецтв);
- «Місто» (1941).

|                   |                                           |                         |                |          |
| «Літак над селом» | «Архангел Салафіїл, що молиться за людей» | «Автопортрет з місяцем» | «Голова жінки» | «Киянка» |

Впродовж 1936—1939 років працював над створенням 3-х томного «Атласу кольору», який повинен був включати в себе близько 120 тисяч колірних шкал. Атлас кольору і багато його живописних творів загинули під час німецько-радянської війни при бомбардуванні Ленінграда.
Брав участь у мистецьких виставках з 1926 року, зокрема у 1926 році, за пропозицією Давида Бурлюка, брав участь у виставці «Анонімного товариства» в Нью-Йорку, з якої його твори були придбані Кетрін Дрейер і колекціонером Крістіаном Брінтоном. У 1928 році експонувався на Міжнародній бієнале живопису і малюнка в Венеції. У 1929 році з виставки «Графіка і книжкове мистецтво в СРСР» в Амстердамі його роботи не повернулися, є припущення, що вони «осіли» у колекціонерів за кордоном.